# Claustru

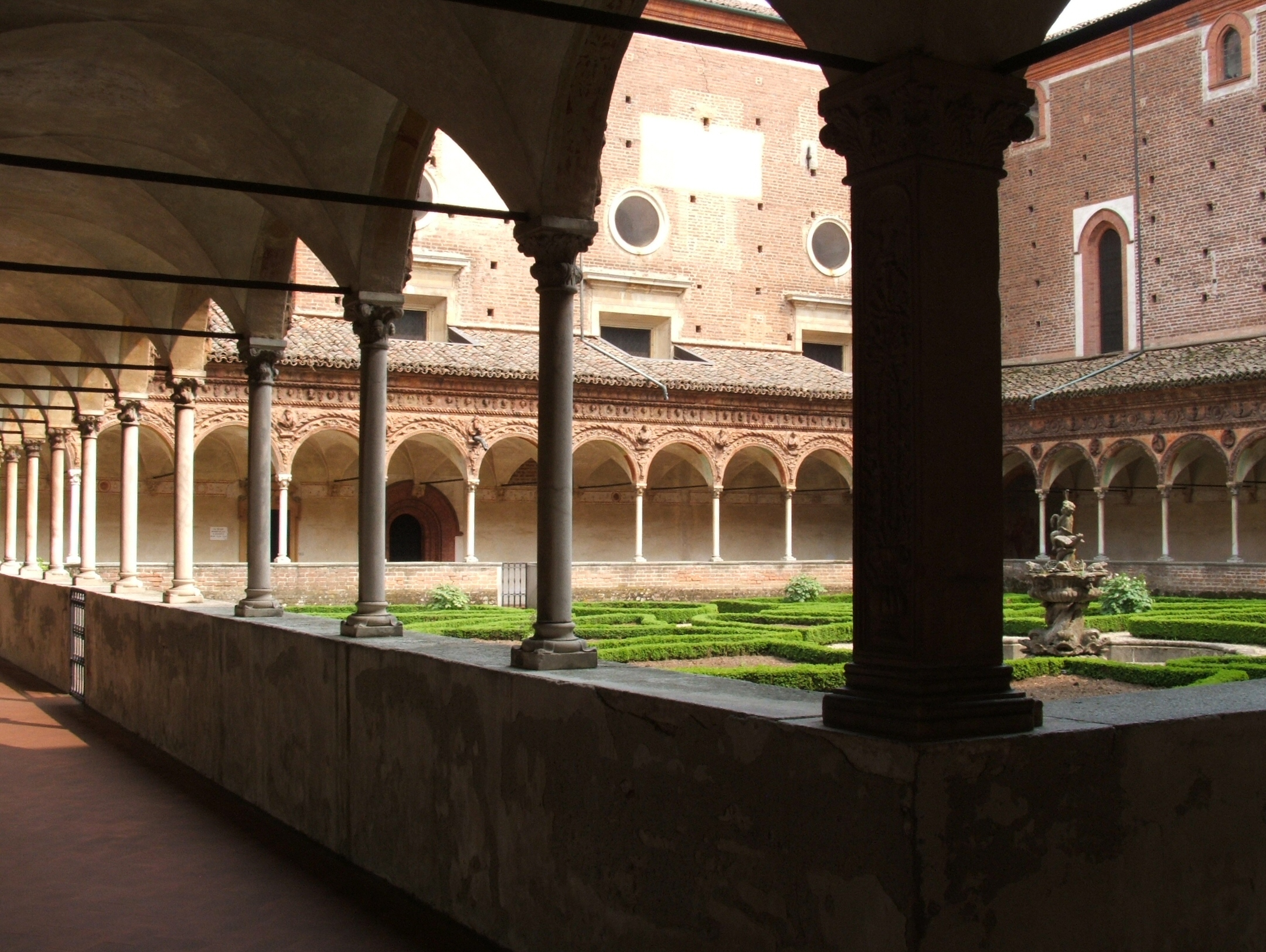
Un mic claustru aparținând mănăstirii Certosa di Pavia.

Claustrul este o parte componentă a unei mănăstiri, formată dintr-o zonă centrală neacoperită, înconjurată de coridoare acoperite, care duce către sălile principale din mănăstire. Acesta mai servește ca spațiu pentru rugăciune sau contemplare sau, în unele situații, ca cimitir.